# Épuration de la fonction publique française (1879-1884)

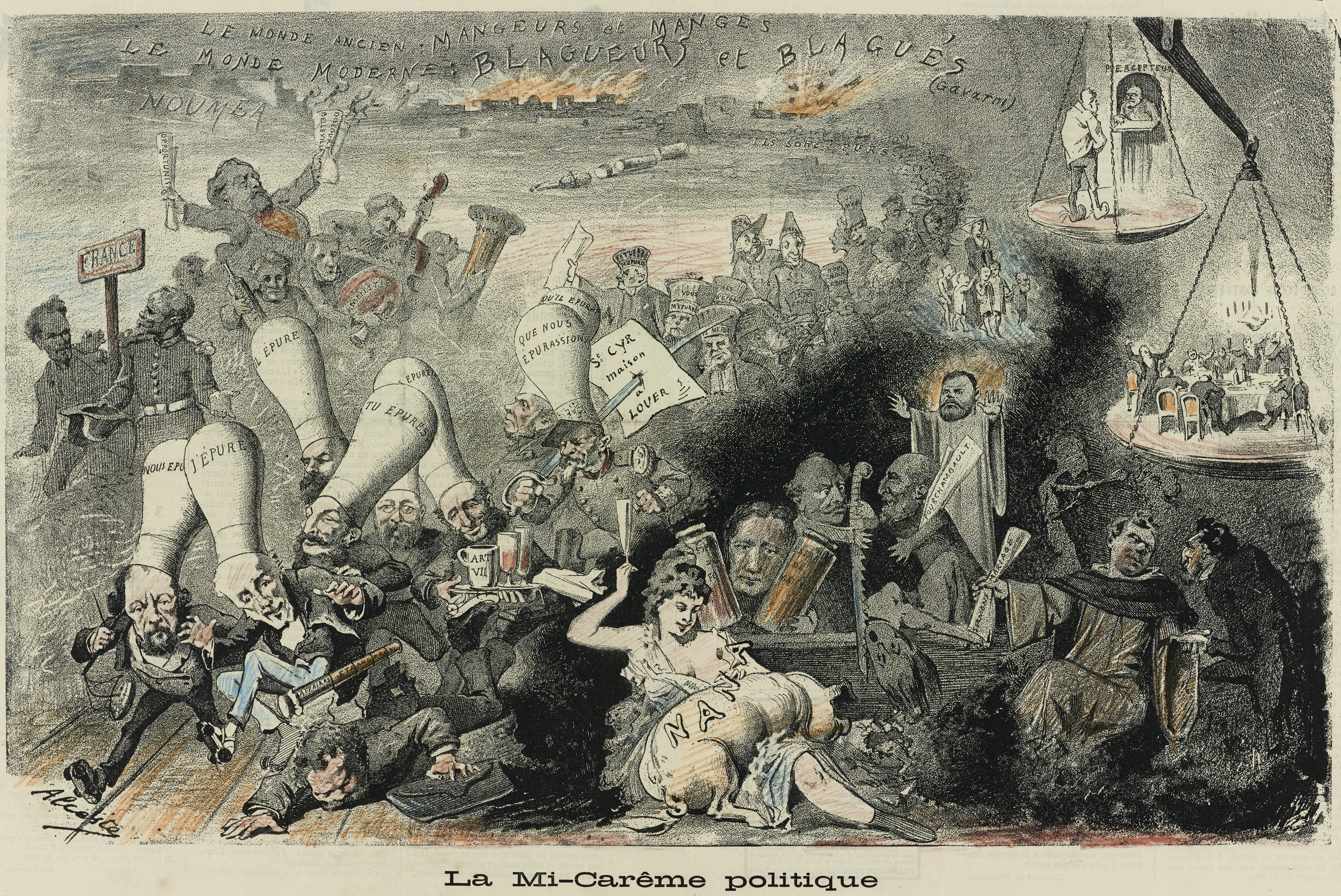
La Mi-Carême politique, caricature parue dans le premier supplément illustré du journal monarchiste Le Gaulois (6 mars 1880). Au premier plan à gauche, les ministres du gouvernement Freycinet glissent en conjuguant le verbe « épurer », suivis par « toute la cohue des gens qui ont exploité l'épuration ».

Vous lisez un « article de qualité » labellisé en 2021.
L'épuration de la fonction publique française entre 1879 et 1884, aussi connue sous le nom de révolution des emplois, est un ensemble de mesures politiques prises en France par les républicains aux débuts de la Troisième République pour purger l'administration, l'armée et la justice de leurs membres les plus conservateurs. Cette épuration n'est pas la première que connaît le régime, d'autres ayant eu lieu en 1870, 1871, 1876 et 1877.
À la suite de la crise du 16 mai 1877 et des élections législatives qui suivent, les monarchistes perdent le contrôle de la Chambre des députés au profit des républicains ; à l'épuration conservatrice de mai 1877 répond l'épuration républicaine de décembre 1877, le corps préfectoral étant particulièrement touché. Après la victoire des républicains aux élections sénatoriales de 1879, la nouvelle majorité demande une purge plus complète de l'administration ; une nouvelle période d'épuration débute afin de renouveler en profondeur le personnel de la Troisième République : il s'agit d'écarter tous les fonctionnaires suspects de collusion avec l'Ordre moral et empêcher que l'administration ne s'oppose aux directives du législateur. Cette épuration touche des corps qui sont régulièrement purgés lors des changements de régime — ministère public, généraux, Conseil d'État, magistrature, police, directeurs de ministères, diplomates à l'étranger — mais également l'administration des finances et la magistrature assise ; elle se distingue par son intensité inédite au XIXe siècle. Les purges s'achèvent en 1883-1884 sous le deuxième gouvernement Ferry, avec une épuration du Siège au mépris du principe d'inamovibilité et marquant les esprits comme « la plus sévère de toute l'histoire judiciaire française ».
Cette période d'épuration de la fonction publique, qui s'exerce à l'encontre des conservateurs et des catholiques, assoit le régime et la domination des républicains modérés sur ce dernier, mais contribue également à rejeter dans l'opposition certains milieux comme celui des juristes catholiques, qui fourniront des cadres à la résistance à la laïcisation de la société et aux mouvements antirépublicains comme l'Action française.

## Contexte politique

### «République des ducs»

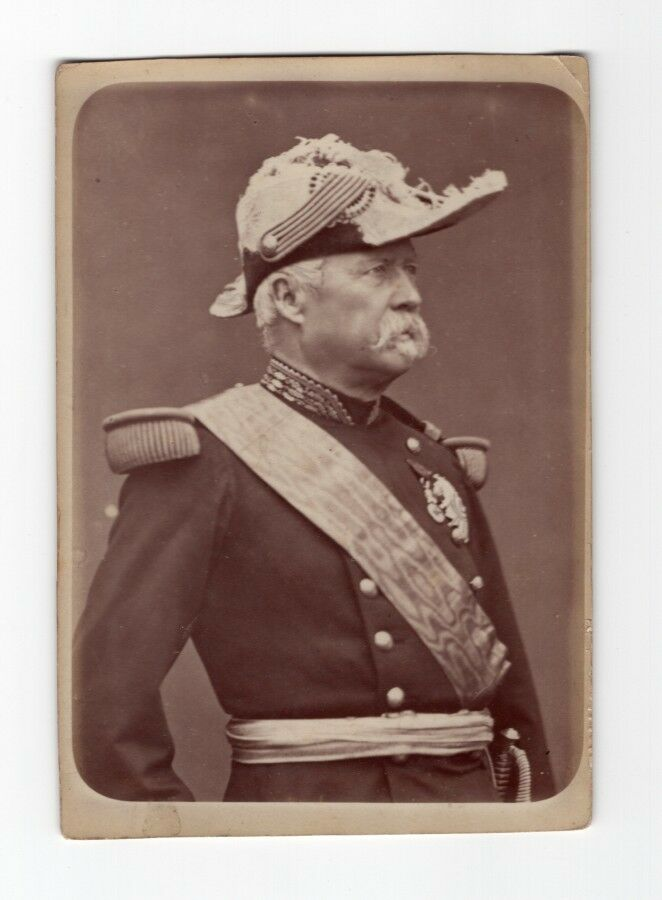
Le maréchal Patrice de Mac Mahon, président de la République de 1873 à 1879.

Après la guerre franco-allemande de 1870, qui a entraîné la chute du Second Empire, la Troisième République est dominée par les royalistes. Ces derniers voient en la République un régime temporaire qui doit mener à la restauration sur le trône d'un prétendant légitimiste ou orléaniste. Pour mener à bien cette transition, ils élisent à la tête du régime, lors de l’élection de 1873, le maréchal de Mac Mahon, avec le titre de président de la République française. Toutefois, les deux courants royalistes ne parviennent pas à trouver un consensus et votent en novembre 1873 l'instauration du septennat, prolongeant la présidence de Mac Mahon. Ils espèrent de la sorte pouvoir sortir de la crise d'ici l'expiration du mandat.
La poussée du bonapartisme aux élections partielles de 1874 change la donne. Pour affermir le régime, républicains et royalistes votent les lois constitutionnelles de 1875. Ces textes organisent la République et, bien que leurs rédacteurs les aient conçues pour régir un régime de transition, elles vont lui servir de Constitution jusqu'à sa chute en 1940.

### Crise du 16 mai 1877

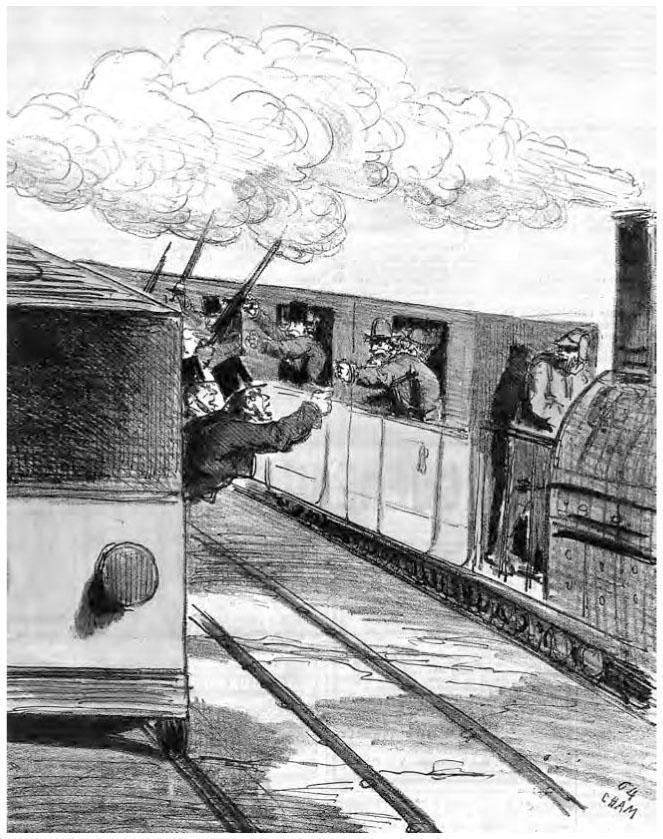
Rencontre entre deux trains de préfets, aller et retour, dessin de Cham faisant référence aux épurations préfectorales de 1877.

Les élections législatives de 1876 donnent aux républicains la majorité à la Chambre des députés. La coexistence entre le maréchal de Mac Mahon et la majorité à la Chambre est difficile ; les manifestations ultramontaines en faveur de la restauration du pouvoir temporel de Pie IX provoquent finalement la rupture entre le gouvernement Jules Simon et le duc de Magenta ; c'est la crise du 16 mai 1877. Le président de la République use de son droit de dissolution et convoque de nouvelles élections législatives,. Le troisième cabinet de Broglie révoque les préfets nommés par Jules Simon et fait revenir dans ses fonctions le personnel de l'Ordre moral : 62 postes préfectoraux changent de titulaires, la moitié des préfets sont mis sans emploi et tous les sous-préfets sont remplacés,. En tout, 1 625 agents de l'Etat sont évincés et les fonctionnaires se voient enjoindre par le gouvernement de faciliter la victoire électorale de la majorité conservatrice,.
Les élections anticipées d'octobre 1877 confirment la majorité républicaine et le maréchal de Mac Mahon doit se résoudre à nommer Jules Dufaure à la présidence du Conseil. Ce dernier forme un gouvernement de républicains modérés le 13 décembre 1877,,. La période qui suit la formation du dernier cabinet Dufaure est marquée par une épuration massive du corps préfectoral : entre le 13 décembre 1877 et le 1er janvier 1878, 85 préfets, 78 secrétaires généraux de préfecture et 280 sous-préfets sont démis de leurs fonctions par Émile de Marcère,. Ces hauts fonctionnaires, en place durant l'Ordre moral, sont en effet coupables de conservatisme aux yeux du nouveau pouvoir. Seuls deux préfets restent en fonction dans toute la France métropolitaine, ce qui témoigne d'un « massacre préfectoral » uniquement égalé par les épurations républicaines de 1848 et de 1870. Par la suite, le parquet et la justice de paix sont néanmoins touchées par des mesures individuelles — cinq procureurs généraux sont révoqués et deux sont déplacés, 177 juges de paix sont limogés et 168 mutés — pour se débarrasser des fonctionnaires les plus compromis avec l'ancienne majorité.
Le contrôle exercé par les républicains se renforce à la suite des élections sénatoriales de 1879, qui font basculer le Sénat à gauche. Investis de la totalité du pouvoir législatif, ils mènent alors une campagne d'épuration de la fonction publique pour s'assurer de la loyauté de l'appareil d’État aux nouvelles orientations politiques. Cette épuration, préparée de longue date, repose en partie sur des rapports collectés dès avant le Seize Mai par des comités républicains coopérant avec les réseaux de la franc-maçonnerie. Dans ces rapports sont désignés un certain nombre de hauts fonctionnaires et de militaires à viser, préfigurant d'autres collusions entre républicains et maçons, comme l'affaire des fiches qui advient au début du XXe siècle.

## Déroulement

### Tournant de janvier 1879

#### Pressions de la Chambre des députés
Déclaration gouvernementale du 16 janvier 1879 :
Un autre côté de notre vie intérieure vous préoccupe, messieurs, à juste titre. Vous nous demandez si les nombreux fonctionnaires qui composent l'administration française sont également dévoués à nos institutions nouvelles. Ils ont pu hésiter sur la ligne de leur devoir dans les premières années qui ont suivi la guerre. Mais depuis que la République est devenue le gouvernement constitutionnel de la France, lorsque deux élections à la Chambre des députés et les dernières élections du Sénat ont donné à cet établissement d'un régime nouveau une grande et solennelle consécration, le doute peut-il être permis ? Si le simple citoyen use envers nos institutions de la large liberté de parole et d'écrit que la loi laisse, le fonctionnaire en peut-il faire autant ? Ce qui est, chez le premier, l'usage d'un droit, n'est-il pas, chez l'autre, une sorte de trahison ?
Il ne peut y avoir deux opinions sur ces principes de morale sociale ; mais, en les appliquant, nous devions tenir compte, d'une part, des excitations et des méfiances qu'ont laissées après elles les luttes électorales de 1877 ; d'autre part, du sentiment de la justice et du respect des services rendus. Toutefois, nous avons été et nous serons inexorables envers le fonctionnaire qui, même en dehors de ses fonctions, attaque et dénigre le gouvernement qu'il est appelé à servir.

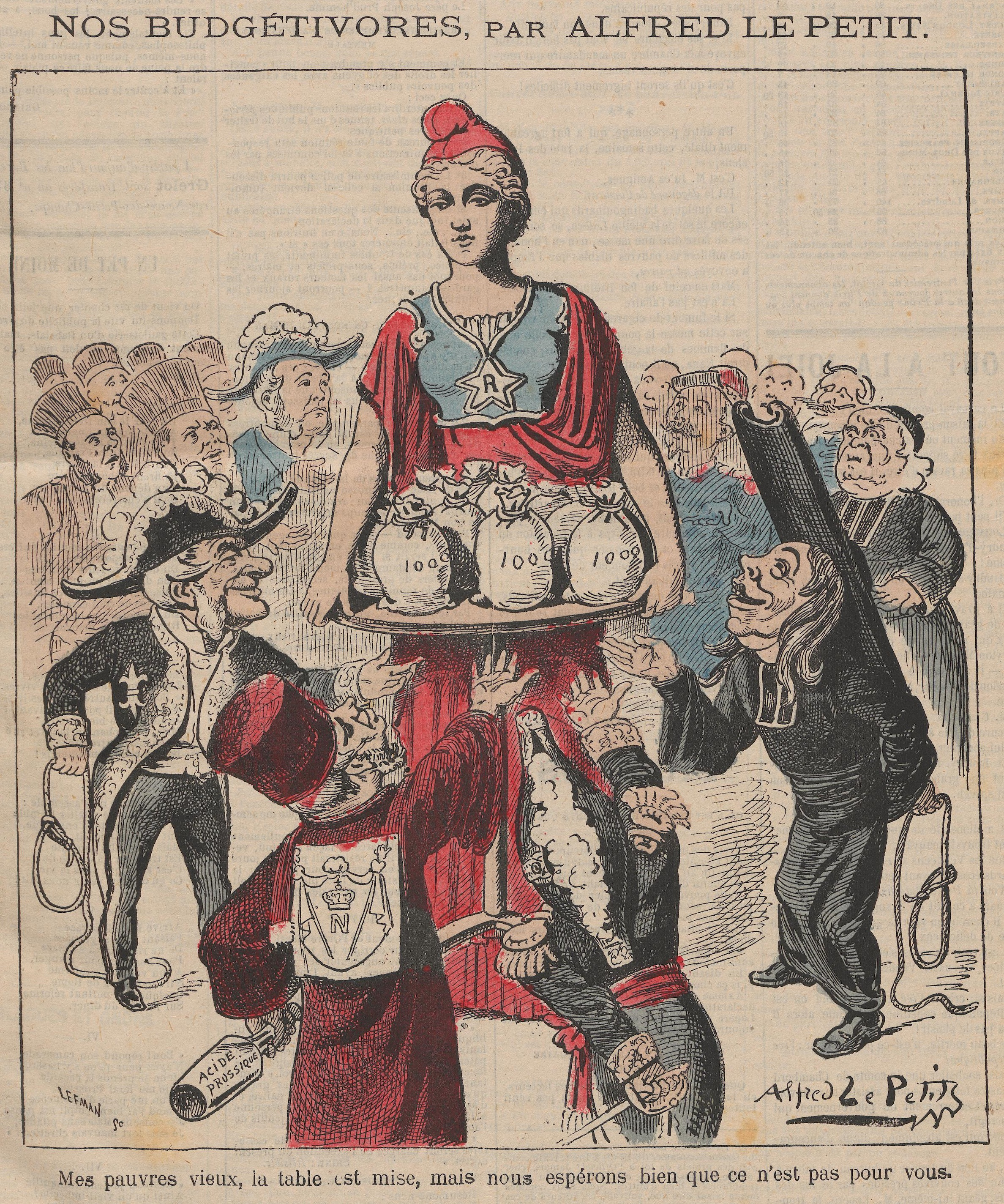
Caricature du Grelot dénonçant les opinions monarchistes de la magistrature, de l'armée et du clergé. La République, dépeinte sous les traits de Marianne, s'apprête à leur retirer leurs traitements de fonctionnaires.

Les élections sénatoriales de janvier 1879 ayant donné aux républicains la majorité au Sénat, les demandes relatives à une épuration de la fonction publique reprennent. Le 16 janvier, le gouvernement est contraint d'aborder le sujet dans sa déclaration ministérielle. Il y affirme qu'il n'est pas tolérable que la fonction publique s'oppose aux institutions républicaines, mais précise que les limogeages ne frapperont que ceux qui se sont rendus (ou se rendront) coupables de fautes dans l'exercice de leurs fonctions.
Si la lecture de cette déclaration par Jules Dufaure satisfait le Sénat, Émile de Marcère ne parvient pas à calmer les prétentions de la Chambre des députés qui entre en ébullition : si le Centre gauche approuve sans réserve le gouvernement, les radicaux de l'Union républicaine jugent sa tiédeur « inacceptable ». Enfin, les membres du groupe de la Gauche républicaine demandent une nouvelle déclaration assortie de précisions pour pouvoir voter la confiance au gouvernement.
Dans ce contexte d'agitation, le député de gauche Jules Sénard interpelle le gouvernement pour dénoncer le dévouement de façade du ministère public à la République et conclut son intervention en les termes suivants : « L'orateur verrait avec plaisir le ministère rester aux affaires, en déclarant qu'il s'associerait par des actes au désir de la majorité de ne voir maintenus en fonction que les fonctionnaires disposés à servir la République ». Jules Dufaure prononce un discours de réponse — jugé habile par les députés — où il récuse les attaques des radicaux tout en se déclarant prêt à plus de sévérité au moment opportun :

« Est-il vrai, comme le disait l'honorable M. Senard, est-il vrai que nous ayons été trop respectueux des services rendus, acceptant comme des titres même des services qui avaient été rendus à des gouvernements absolument opposés, par leurs opinions et leurs tendances, à celui qui est maintenant sur ces bancs ? Non, messieurs, cela n'est pas complètement exact […].
[Dufaure détaille ici les révocations dans la magistrature auxquelles il a procédé depuis son arrivée aux affaires]
Je serai plus sévère pour l'avenir… Je serai sévère ; et cependant, permettez-moi de vous le dire, ce n'est pas un vain mot qui a été prononcé dans notre programme lorsque nous avons dit que nous voulions en même temps être justes. […]
L'honorable orateur, en finissant, me demandait de déclarer que je m'appropriais les sentiments libéraux qu'il venait d'exprimer. Je me les approprie volontiers. Je les mettrai en acte quand l'occasion se présentera. […] Mais je demande au ciel qu'elle se passe avec autant de calme et de fermeté que l'épreuve [que l'institution républicaine] vient de subir le 5 janvier. Et, si je suis encore de ce monde, personne n'y applaudira d'un cœur plus ardent que le mien. »

Le président du Conseil ayant rassuré la Gauche républicaine sur ses intentions, la Chambre adopte à 223 voix contre 121 un ordre du jour proposé par Jules Ferry et qui déclare : « La Chambre des députés, confiante dans les déclarations du gouvernement, et convaincue que le Cabinet, désormais en possession de sa pleine liberté d'action, n'hésitera pas, après le grand acte national du 5 janvier, à donner à la majorité républicaine les satisfactions légitimes qu'elle réclame depuis longtemps au nom du pays, notamment en ce qui concerne le personnel administratif et judiciaire, passe à l'ordre du jour », texte équivalent de fait à un vote de confiance.

#### Démission de Mac Mahon

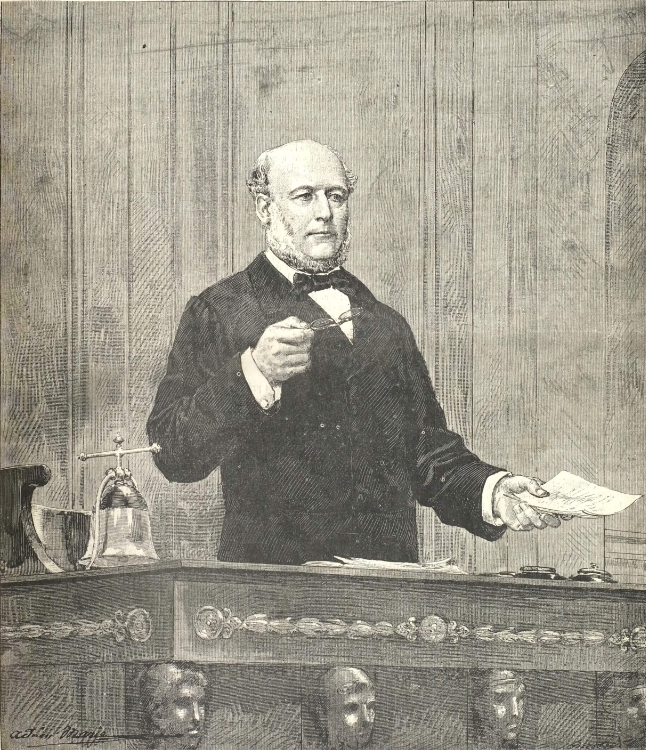
Jules Grévy lisant à la tribune de la Chambre la lettre de démission du maréchal de Mac Mahon, le 30 janvier 1879.

Sous la pression de la chambre basse, le gouvernement de Jules Dufaure prépare alors de nouvelles mesures d'épuration. Bien que Patrice de Mac Mahon s'y oppose avec régularité, il cède à chaque fois devant la détermination des ministres. La rupture se produit quand le Conseil des ministres décide de prendre des mesures contre les généraux français ; cette épuration, demandée par le ministre de la Guerre Henri Gresley, est dirigée contre les chefs militaires fichés comme hostiles à la République dans les papiers que Léon Gambetta a fait compiler entre 1876 et 1878 avec l'aide des réseaux franc-maçons. Le 28 janvier 1879, le maréchal refuse avec fermeté de cautionner ces destitutions et rétorque : « Destituez des magistrats, des préfets, des fonctionnaires. Soit ! C'est votre affaire, mais des généraux non ! Je m'en irai plutôt que d'y consentir, car si je suis resté au pouvoir après le 14 décembre [1877] c'est uniquement pour protéger l'armée. L'abandonner aujourd'hui, ce serait me déshonorer ». Les cinq généraux concernés par les destitutions sont les commandants de corps d'armée Charles Denis Bourbaki, Henri Jules Bataille, François Charles du Barail, Marie-Hippolyte de Lartigue et Jean-Baptiste Montaudon, en sus de cinq autres officiers généraux visés par des mutations pour leur retirer leurs responsabilités,. Déjà, à la suite de l'affaire du complot militaire présumé de 1877, trois généraux avaient été démis par le gouvernement, dont le légitimiste Auguste Alexandre Ducrot.
Devant la fin de non-recevoir du gouvernement, le président de la République envoie le 30 janvier 1879 une lettre de démission aux présidents de la Chambre et du Sénat. Le même jour, Jules Grévy, président de la chambre basse, est élu président de la République. Avec le changement du chef de l’État, les républicains contrôlent le pouvoir législatif et le pouvoir exécutif. Prenant acte du départ de Mac Mahon et lassé par la politique, Jules Dufaure présente sa démission et Jules Grévy appelle William Waddington, autre personnalité du Centre gauche, pour lui succéder. Entrent dans le cabinet Waddington un certain nombre de ministres de la Gauche républicaine, groupe parlementaire duquel est issu le nouveau président. Désormais, le pouvoir des républicains modérés est suffisamment assuré pour lancer une épuration de grande ampleur. Jules Grévy la présente d'ailleurs comme une des priorités du gouvernement : « Tout en tenant un juste compte des droits acquis et des services rendus, aujourd'hui que les deux grands pouvoirs sont animés du même esprit qui est celui de la France, il veillera à ce que la République soit servie par des fonctionnaires qui ne soient ni ses ennemis ni ses détracteurs ».

#### Renouvellement des corps de l’État

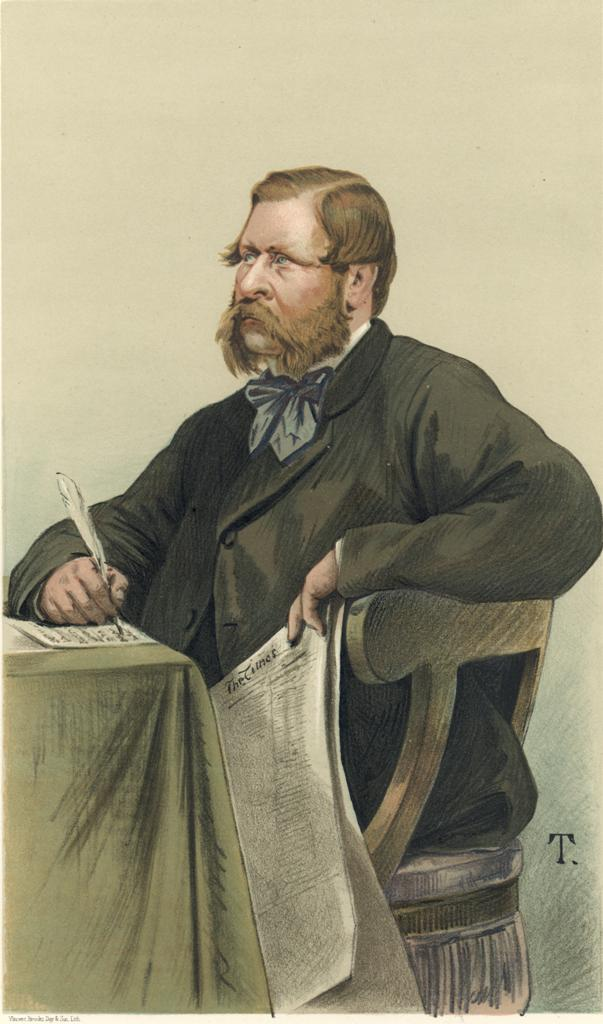
Dessin représentant William Henry Waddington paru le 28 septembre 1878 dans Vanity Fair.

Le gouvernement de William Waddington se met à l'ouvrage sans attendre. Les procureurs généraux de la Cour de cassation sont révoqués, tout comme ceux des cours d'appel de Paris, d'Aix-en-Provence, d'Amiens, d'Agen, d'Angers, de Bastia, de Bordeaux, de Bourges, de Besançon, de Caen, de Chambéry, de Dijon, de Lyon, de Nîmes, de Poitiers, de Rennes, de Rouen et de Toulouse. Les personnalités révoquées sont en majorité des catholiques proches du cléricalisme. Ce ne sont pas les uniques changements du ministère public : de nombreux fonctionnaires du parquet sont également mutés. Au total, sur la période courant du 9 février 1879 au 31 décembre 1882, Georges Picot relève 198 remplacés ou déplacés sur les 263 fonctionnaires du parquet des cours, et 1 565 remplacés ou déplacés sur les 1 886 fonctionnaires du parquet des tribunaux. Cette épuration, si elle est inédite dans son ampleur, n'est pas nouvelle dans son principe. Ainsi, en 1830, la magistrature debout avait également fait les frais de la Révolution de Juillet : 74 procureurs généraux et 254 procureurs et substituts avaient été limogés, ; la Révolution française de 1848 avait été suivie du remplacement de 27 des 28 procureurs généraux ; quant à Napoléon III, sa relative adéquation philosophique avec le parquet ne l'avait pas empêché de révoquer deux tiers des procureurs généraux nommés en 1848. Il faut enfin citer le précédent du gouvernement de la Défense nationale, qui avait relevé de leurs fonctions tous les procureurs généraux en septembre 1870, à l'exception notable des cinq procureurs en poste dans les villes menacées par les Prussiens. La magistrature assise n'échappe pas au zèle du cabinet Waddington : sur la même période, on compte 237 remplacés ou déplacés sur 739 magistrats inamovibles des Cours et 745 sur 1 742 magistrats inamovibles des tribunaux. Quant aux juges de paix, ils ne bénéficient pas de l'inamovibilité et sont donc encore plus vulnérables face aux menées du gouvernement : 2 536 seront remplacés ou déplacés sur les 2 941 initiaux.
Les directeurs des ministères sont congédiés en masse, ce qui renforce la montée en puissance des chefs de bureaux des administrations centrales, qui sont bien plus rarement renouvelés,. L'administration des finances est aussi touchée : parmi les trésoriers-payeurs généraux, trois sont révoqués, quatre mis en disponibilité et quatre mis à la retraite ; à l'échelon inférieur des recettes particulières, vingt fonctionnaires font l'objet de telles mesures. Cette épuration, que les républicains n'avaient pas osé faire en 1848 et en 1870, témoigne de la confiance que la nouvelle majorité a en ses forces. Les postes principaux du corps diplomatique changent tous de titulaires, mais la vieille noblesse conservatrice y dispose toujours de ses entrées du fait des nécessités de représentation et de prestige à l'étranger. Les préfets subissent une nouvelle fois ce changement à la tête de l’État avec trente nouvelles mutations. Enfin, l'armée — que Mac Mahon voulait protéger — n'échappe pas à l'épuration : son commandement supérieur subit d'importants changements de personnel.
Tous les corps dépendant directement du gouvernement ne sont néanmoins pas touchés avec la même violence. La préfecture de police de Paris, pourtant durement attaquée par les radicaux, subit une épuration limitée par le pragmatisme des dirigeants républicains. Cette institution a failli être supprimée sous le gouvernement de la Défense nationale ; son soutien à la répression du républicanisme lui valait l'hostilité du nouveau pouvoir mais son utilité pour contrer la Commune de Paris lui a gagné un sursis jusqu'à l'établissement de l'Ordre moral. Le tournant de janvier 1879 la menace à nouveau : Yves Guyot publie dans La Lanterne des critiques virulentes sur la Préfecture de police et son service des mœurs mais ses articles lui valent un procès de la part d'Émile de Marcère, ministre de l'Intérieur, que ce dernier remporte. Néanmoins, le procès révèle des irrégularités dans la gestion de la préfecture de police et Georges Clemenceau interpelle le 3 mars 1879 le gouvernement à la Chambre pour reprocher au ministre de l'Intérieur de ne pas avoir épuré les fonctionnaires en place lors de la crise du 16 mai 1877. Cet incident provoque la démission d’Émile de Marcère. Toutefois, le gouvernement, conscient de la nécessité de disposer d'une police politique zélée et expérimentée, se contente de mettre à la retraite les chefs de service les plus éclaboussés par le scandale et enterre la question.

#### Affaires religieuses
La volonté des républicains de renouveler le personnel vise également l'épiscopat français. En application du Concordat, le gouvernement républicain écarte des nominations épiscopales les ecclésiastiques opposés au régime, mais parvient généralement à une entente avec le Saint-Siège qui a voix au chapitre pour écarter les candidats dont les qualités religieuses font le plus défaut, comme ceux proposés par les parlementaires radicaux. Entre 1879 et 1883, deux tiers des 21 évêques à être nommés sont favorables à la République ; ces derniers sont envoyés préférentiellement par le gouvernement dans des diocèses ultramontains, les républicains espérant museler les catholiques par ce biais. Ainsi, Mgr Guilbert reçoit successivement les sièges d'Amiens et de Bordeaux, Mgr Bellot des Minières remplace le cardinal Pie à Poitiers et Mgr Meignan est placé à Arras puis Tours; Mgr Lamazou figure également dans les rangs des ecclésiastiques républicains. Mais cette stratégie n'est pas toujours un succès : persuadés d'avoir nommé en la personne de Alfred Duquesnay un prélat libéral, ce dernier se révèle être un des plus féroces adversaires du régime. D'autres tensions apparaissent lors de l'affaire de Saint-Claude, à la fin de 1879 : le premier gouvernement Freycinet réclame la démission de l'évêque légitimiste Louis-Anne Nogret, dont le plus proche collaborateur, l'abbé Gréa, entraîne le clergé local dans une résistance active au pouvoir au place. Même si le régime concordataire n'autorise pas la révocation d'un évêque en place, le gouvernement exerce un chantage sur les nominations précédemment négociées avec Rome et obtient gain de cause auprès de Léon XIII, ce qui permet la nomination de César-Joseph Marpot, d'opinions libérales,.
Enfin, le Conseil supérieur de l'instruction publique est également épuré par la loi du 27 février 1880 relative au Conseil supérieur de l'instruction publique et aux conseils académiques, portée par Jules Ferry ; les représentants de l'Église catholique en sont exclus.

### Épuration du Conseil d’État (juillet 1879)

#### Organisation du Conseil à partir de 1872

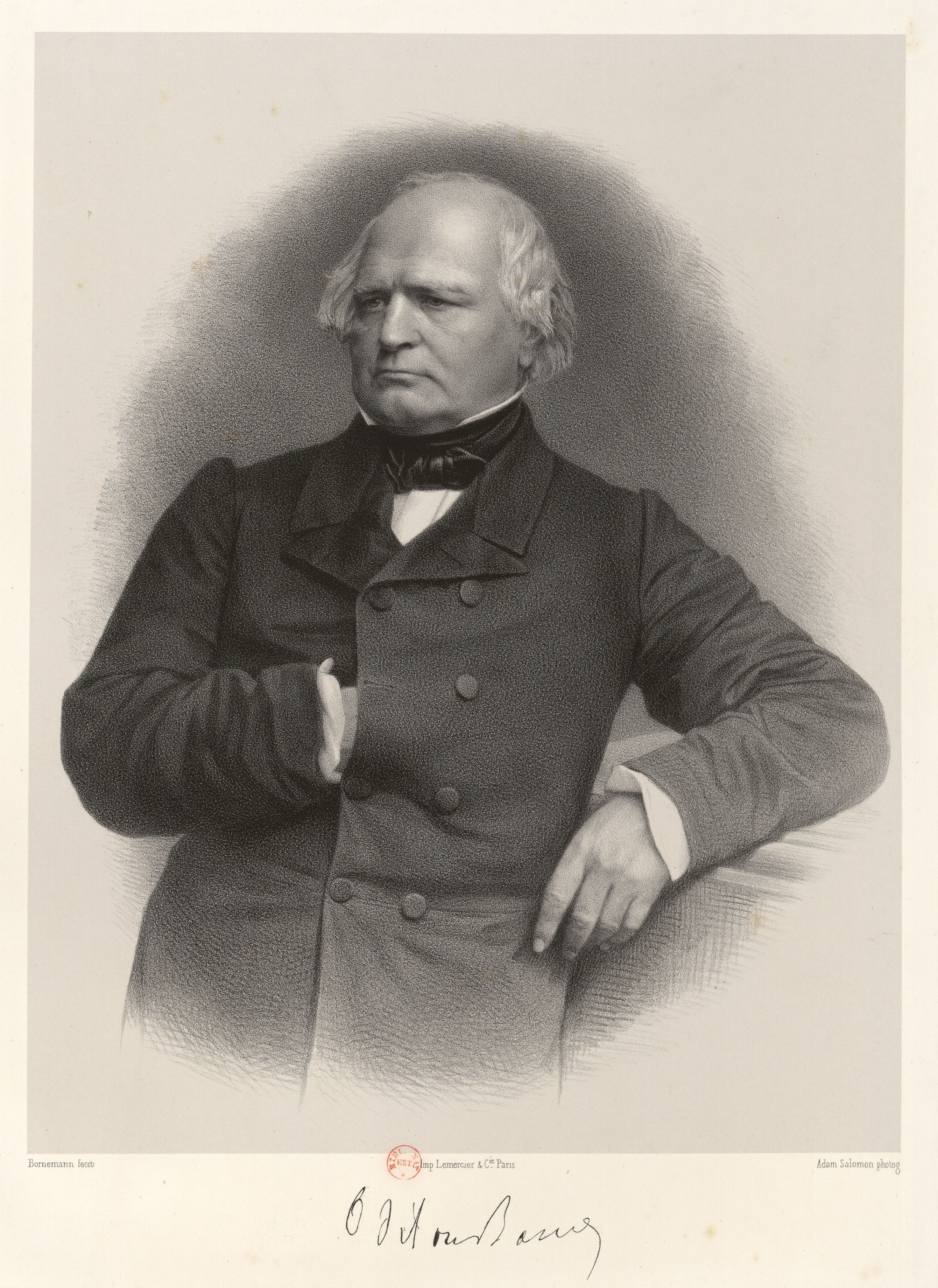
Odilon Barrot, vice-président du Conseil d’État du 27 juillet 1872 à sa mort, le 6 août 1873. À partir d'une loi de 1872, la présidence de la chambre haute est traditionnellement dévolue au ministre de la Justice.

À la chute du Second Empire, le Conseil d'État échappe de peu à la suppression : Léon Gambetta et Jules Simon la proposent le 4 septembre 1870 au gouvernement de la Défense nationale — la justice administrative a toujours paru suspecte aux libéraux — mais la modération d'Adolphe Crémieux permet le maintien d'une commission temporaire qui hérite de ses pouvoirs. En juin 1871, Jules Dufaure dépose un projet gouvernemental pour donner une organisation provisoire au Conseil, en attendant que les parlementaires s'accordent sur une constitution. L'Assemblée nationale s'empare alors du projet et, dépassant les attentes du gouvernement, réorganise définitivement le Conseil d'État par la loi du 24 mai 1872. Cette loi décide que :
- la justice déléguée est rendue au Conseil ;
- les 22 conseillers en service ordinaire « sont élus par l'Assemblée nationale, en séance publique, au scrutin de liste et à la majorité absolue » (alinéa 3) et « sont renouvelés par tiers tous les trois ans ; les membres sortants sont désignés par tirage au sort et indéfiniment rééligibles » (dernier alinéa) ;
- les 24 maîtres des requêtes sont nommés par décret gouvernemental ;
- le vice-président du Conseil et les présidents de section sont choisis par le gouvernement parmi les conseillers élus.

La nomination des conseillers d'État en service ordinaire par les députés répond aux préoccupations des monarchistes qui veulent soustraire le Conseil à l'autorité du gouvernement Jules Dufaure et du chef de l’État Adolphe Thiers, au déplaisir de la minorité républicaine, à qui les royalistes font toutefois la concession de réduire le nombre de conseillers en service ordinaire de 28 à 22 pour augmenter le pouvoir des conseillers d'État en service extraordinaire, désignés par le gouvernement. Les élections des conseillers d'État en 1872 accréditent les craintes de la gauche : les conservateurs parviennent à placer leurs candidats au sein du Conseil et seules trois personnalités républicaines sont élus. Thiers choisit un de ses proches, Odilon Barrot, pour prendre la vice-présidence du Conseil. Quant aux maîtres de requêtes et aux auditeurs, ils sont pour la plupart des techniciens du droit a priori apolitiques.
Pour Jean-Pierre Machelon, malgré la forte politisation qui préside au choix des conseillers, le Conseil d’État n'en fait pas moins preuve d'impartialité dans son traitement des affaires. Juste avant le premier renouvellement par tiers, la loi constitutionnelle du 28 février 1875 change les modalités de nomination pour les confier au président du Conseil : les monarchistes souhaitent éviter l'entrée de juristes radicaux au Conseil tandis que les républicains acquiescent par opportunisme, pressentant l'utilité de cette méthode de renouvellement pour leur future épuration. Toutefois, la loi de 1875 précise que les conseillers élus en 1872 ne pourront être révoqués que par une résolution du Sénat.
Lorsque Jules Dufaure procède au deuxième renouvellement en juillet 1878, il s’embarrasse peu de considérations politiques — négligeant les recommandations des partisans de l'épuration — et récompense l'expertise technique en maintenant cinq des sept conseillers tirés au sort, en promouvant un maître des requêtes monarchiste et en remplaçant un militaire par un autre militaire. Néanmoins, l'avènement au pouvoir des républicains voit l'instauration de « discrimination[s] politique[s] permanente[s] » à l'intérieur du Conseil : les catholiques pratiquants et les conservateurs sont ostensiblement tenus à l'écart des promotions et ne se voient décerner aucune décoration, au contraire de leurs collègues républicains.

#### Soupçons de cléricalisme (1874-1879)

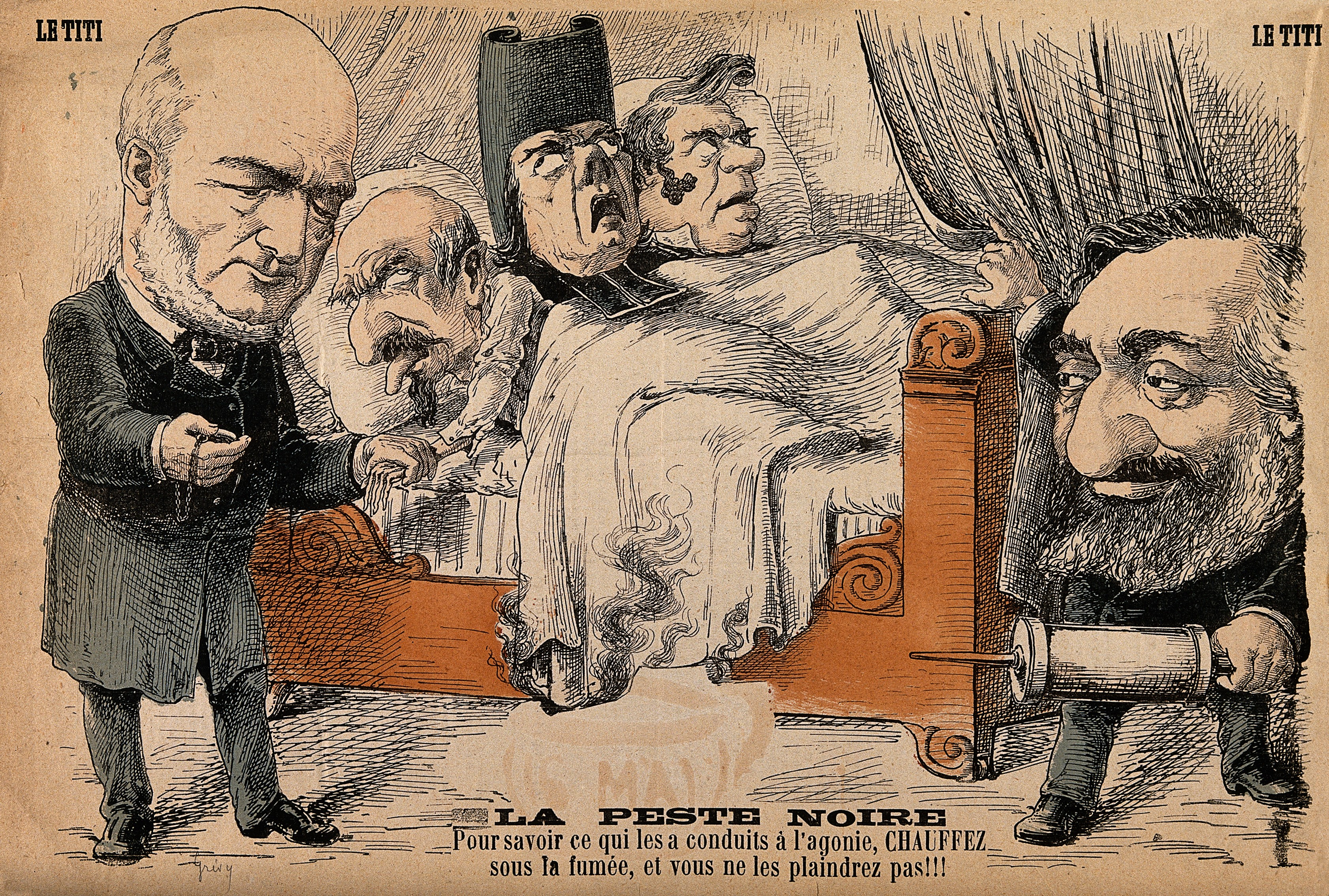
Caricature parue dans Le Titi du 2 janvier 1879. Jules Grévy y prend le pouls du bonapartisme, alité aux côtés du cléricalisme et de l'orléanisme, tous trois à l'agonie après la crise du 16 mai, symbolisée par le contenu d'un pot de chambre. Léon Gambetta tient un clystère, instrument de purge.

La juridiction du Conseil couvre notamment les affaires religieuses, et c'est sur ce point qu'il va concentrer les critiques des républicains. Pour eux, le Conseil, élu en majorité en 1872 par une assemblée dominée par les conservateurs, est un instrument dans les mains de l'Église catholique et un des bastions de la réaction. Durant cette période, trois affaires majeures vont cristalliser cette rancœur.
En mars 1874, le ministère des Cultes saisit le Conseil sur la question de la personnalité civile des diocèses, c'est-à-dire sur leur capacité à posséder et recevoir des biens. Le maître des requêtes Charles Franquet de Franqueville, catholique affirmé, présente son rapport devant la section de l'intérieur, puis devant l'assemblée générale du Conseil où son avis favorable prévaut par 13 voix contre 9. Par cette décision, le Conseil reconnaît la personnalité civile des diocèses, déclenchant l'ire des républicains anticléricaux.
Le 15 mai 1879, le Conseil d’État condamne Théodore-Augustin Forcade, archevêque d'Aix-en-Provence, pour sa lettre pastorale du 13 avril 1879. Édouard Laferrière, directeur des Cultes, avait en effet initié une procédure d'appel comme d'abus en raison des critiques portées par le prélat contre les projets de loi de Jules Ferry. Cette soumission du Conseil d’État aux vues du gouvernement n'améliore pourtant pas son image auprès de la presse républicaine : les sympathies exprimées par les conseillers d'État pour l'archevêque et la réticence du Conseil à rendre cette décision y sont rendues publiques, attisant l'hostilité de la gauche.
Enfin, la question des écoles congréganistes occupe l'actualité en cette année 1879. En effet, en 1878, se déclenchent plusieurs affaires concernant l'enseignement primaire : dans certaines municipalités, les autorités décident la sécularisation des écoles tenues par les congréganistes. Les religieux, contestant la légalité des arrêtés préfectoraux, se portent devant les tribunaux pour faire reconnaître l'excès de pouvoir et obtenir leur maintien dans les écoles communales. Le Tribunal des conflits, saisi par les préfets, juge que ces faits relèvent de l'ordre administratif. De fait, les congréganistes saisissent le Conseil d'État à partir du 21 mai 1878, Jules Dufaure affirme en novembre 1878 que « la section du contentieux statuerait aussitôt que l'affaire serait en état, toute autre affaire cessante », et le 4 janvier 1879, la section du contentieux est mise en demeure de statuer. Son rapporteur est le baron Camille de Baulny, maître des requêtes ; ce dernier juge avec sévérité les agissements des préfets au cours des travaux préparatoires. Les catholiques, confiants, espèrent que le Conseil d’État tranchera en leur faveur.
Tous ces éléments viennent nourrir la violente campagne de presse de 1879 contre le Conseil d'État, menée principalement par Le Réveil (qui dénonce une institution « tout à la dévotion du cléricalisme »), La Révolution française (qui clame : « Il va sans dire que c'est le clergé qui fait marcher les conseillers d'État ! »), La Lanterne et Le Rappel.

#### Loi du 13 juillet 1879
Le retrait de Dufaure et l'arrivée de Jules Ferry au ministère de l'Instruction publique changent la donne : ce dernier pratique une stratégie d'obstruction pour empêcher le Conseil de statuer. Il espère en effet que ses atermoiements dureront suffisamment longtemps pour mener à bien l'épuration de ce corps avant que la décision ne soit rendue. La stratégie de Ferry suscite les protestations des catholiques, et plus particulièrement du sénateur Charles Chesnelong qui interpelle le gouvernement à ce sujet. En signe de protestation, quatre conseillers d'État connus pour leur conservatisme — dont le vice-président Paul Andral — démissionnent en février 1879.
Accréditant les craintes des catholiques, le garde des Sceaux Philippe Le Royer affirme au Sénat que l'affaire des écoles communales est suffisamment importante pour justifier le limogeage des membres les plus conservateurs du Conseil. Le Royer, président du Conseil d'État en qualité de ministre de Justice, a d'ailleurs boudé la réception du Conseil donnée en son honneur pour assurer la majorité républicaine de son intransigeance. Le 18 mars 1879, le gouvernement dépose au Sénat un projet de loi pour réorganiser le Conseil. Le projet consiste en particulier à porter le nombre de conseillers en service ordinaire de 22 à 32 pour permettre au gouvernement d'y nommer dix républicains acquis à la majorité parlementaire. Les autres catégories de membres du Conseil (maîtres des requêtes, auditeurs de 1re et 2e catégorie) voient aussi leurs effectifs augmenter. Si le Sénat se rallie, non sans réserves, à la position gouvernementale, la Chambre des députés renâcle et sur l'avis de sa commission réclame la dissolution pure et simple du Conseil d'État afin de pouvoir nommer un personnel entièrement régénéré et où les républicains pourraient avoir la majorité au sein de chaque section. Pour la rassurer, le garde des Sceaux déclare : « Il n'y a pas de doute possible sur le principe qui guidera le gouvernement. Le Conseil d’État est une institution d’État ; il doit être avec le gouvernement républicain en complète communion d'idées » et se dit prêt à recourir à des révocations pour compléter l'épuration, mais cela ne suffit pas à modérer l'intransigeance des tribuns Henri Brisson, Franck Chauveau et André Duclaud. Finalement, il faut que le député de l'Extrême gauche Jules Senard rappelle l'urgence de l'épuration — l'examen par le Conseil de la question des écoles communales étant prévue pour le 18 juillet — pour que le gouvernement parvienne à rallier la Chambre le 12 juillet.

Les 14 et 15 juillet 1879, le cabinet Waddington publie des décrets pour : nommer 10 conseillers d’État, 5 maîtres des requêtes et deux auditeurs de première classe aux postes créés ; mettre sept conseillers à la retraite ; révoquer deux conseillers et six maîtres des requêtes — dont le baron de Baulny, rapporteur de l'affaire des écoles communales —, et enfin procéder à des promotions. Les douze conseillers d’État qui restent en place sont trois conseillers républicains (Auguste Gougeard, Abel Berger et Albert Decrais), nommés en mars 1879 en remplacement des démissionnaires, cinq conservateurs toujours protégés par la loi de 1875 (Emmanuel François Camus du Martroy, Auguste Silvy, Auguste Henri Fernand de Montesquiou-Fézensac, Charles Tranchant et Hippolyte Perret) et quatre conseillers dont on juge les compétences indispensables (Léon Aucoc, Victor Groualle, Eugène Goussard et le général Louis Dieudonné Gaillard). In fine, les conseillers d’État touchés par l'épuration sont les suivants :

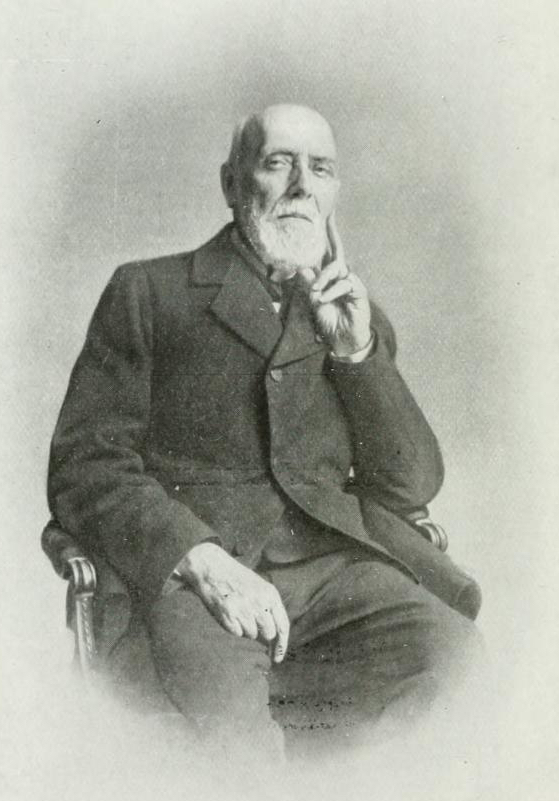
Le marquis Anatole de Ségur, conseiller d'État admis à faire valoir ses droits à la retraite en juillet 1879 ; il est alors âgé de 56 ans.

- Paul Andral, vice-président du Conseil d'État, orléaniste et proche de Patrice de Mac Mahon (démissionnaire en février 1879) ;
- Frédéric d'Aymar, marquis de Châteaurenard, candidat monarchiste défait aux élections législatives de 1877 (démissionnaire en février 1879) ;
- Philibert Lombard de Buffières[N 9], comte de Rambuteau, d'une famille orléaniste (démissionnaire en février 1879) ;
- Léopold de Gaillard de Lavaldène, avocat et ancien journaliste au Correspondant [N 10] (démissionnaire en février 1879) ;
- Henri Charles-Antoine Pascalis (mis à la retraite en juillet 1879) ;
- Henri Le Trésor de La Rocque (mis à la retraite en juillet 1879) ;
- Eugène Marbeau (mis à la retraite en juillet 1879) ;
- Charles-Étienne Collignon, ancien député orléaniste (mis à la retraite en juillet 1879) ;
- Anatole de Ségur (mis à la retraite en juillet 1879) ;
- Marie René Edmond David (mis à la retraite en juillet 1879) ;
- Louis Jules Lefebvre (mis à la retraite en juillet 1879) ;
- Jean-Jacques Weiss (révoqué en juillet 1879) ;
- Jean Bernard Michel de Bellomayre (révoqué en juillet 1879).

L'épuration du Conseil suscite de nombreuses protestations de la droite. Ainsi, le 22 juillet, le sénateur Louis-Numa Baragnon interpelle le gouvernement en faisant remarquer que la révocation groupée de conseillers est illégale, toute révocation devant être individuelle et motivée et il ajoute que David et Pascalis « admis à faire valoir leurs droits à la retraite » sont trop jeunes pour pouvoir prétendre à une quelconque retraite ! Le Sénat, appelé à se prononcer, n'approuve la conduite du garde des Sceaux qu'à 153 voix contre 112 ; des personnalités notables du Centre gauche comme Léon Say, Jules Dufaure, Charles de Freycinet et William Waddington s'abstiennent. Quant à la presse catholique, elle rejoint L'Univers dans son analyse : « Pour la nommer par son nom, il faut dire que cette loi n'est pas une loi sur le Conseil d’État, mais bien une loi contre les congréganistes ». Le Soleil ajoute :

« Ce n'est ni pour leur expérience, ni pour leur science, ni même pas pour leur origine que les conseillers d’État si brutalement expulsés en masse, comme un stock de marchandages passé de mode que l'on met au rebut, ont été destitués. On les a d'abord frappés parce qu'on ne pouvait pas compter sur leur docilité, disons mieux, sur leur servilité dans l'affaire des pourvois des congréganistes. »

Cependant, le désaveu principal du gouvernement provient du Conseil lui-même : à la suite de la publication des décrets, les conseillers d’État Aucoc, Camus du Martroy, Groualle, Goussard, Silvy, Montesquiou-Fézensac, Tranchant et Perret démissionnent avec fracas. En plus des conseillers d’État, quatre maîtres des requêtes (dont Franquet de Franqueville), un auditeur de 1re catégorie et quatre auditeurs de 2e catégorie quittent leurs fonctions en signe de protestation. La plupart communiquent leurs lettres de démission à la presse conservatrice, qui s'empresse de les publier pour mettre les républicains dans l’embarras. Montesquiou-Fézensac déclare notamment dans la sienne : « Je ne voudrais pas par ma présence accepter à un degré quelconque la responsabilité d'un acte sans précédent dans l'histoire du corps auquel j'étais fier d'appartenir ». Cette défection en masse et les difficultés du gouvernement à trouver des remplaçants lui valent les railleries de la presse d'opposition. Néanmoins, dès le 25 juillet, tous les démissionnaires sont remplacés et plus aucune personnalité conservatrice ne siège parmi les conseillers d’État. Parachevant l'épuration, le décret du 14 août 1879 interdit aux diplômés des facultés libres d'accéder à l'auditorat pour écarter définitivement les catholiques de l'institution.

### Épuration de la magistrature (1883)

#### Antécédents historiques
La succession des régimes depuis le début du XIXe siècle a régulièrement eu une influence sur les magistrats. Pour écarter les juges les plus indésirables, les régimes monarchiques ont fait usage de retraites-couperets, de réorganisations de la magistrature et ont instauré des serments de fidélité destinés à décourager leurs opposants les plus acharnés. Par le biais du sénatus-consulte du 12 octobre 1807, Napoléon Ier institue pour les nouveaux magistrats une période probatoire de cinq ans pour prétendre à l'inamovibilité garantie par la Constitution du 22 frimaire an VIII ; il procède par les décrets d’application du 24 mars 1808 à une exclusion de près de 162 magistrats sur des critères d'incapacité professionnelle et, plus rarement, du fait d'une hostilité politique. La réorganisation judiciaire de 1810, en opérant la fusion des cours d’appel et des cours criminelles dans de nouvelles entités nommée cours impériales, permet également de discrètes révocations. Durant la Seconde Restauration, les Bourbons s'en prennent également aux magistrats impériaux entre 1815 et 1821, coupables d'avoir tourné casaque pendant les Cent-Jours, par le biais d'une méticuleuse réorganisation judiciaire ; l'historiographie est toujours partagée sur l'ampleur quantitative de ces évictions, évaluées à environ 20% des effectifs. Après le coup d'État du 2 décembre 1851, le décret du 1er mars 1852 fixe l'âge de la retraite des juges à 70 ans (avec une exception pour la Cour de cassation pour laquelle cette limite est étendue à 75 ans), ce qui permet de procéder à un certain renouvellement de la magistrature inamovible, 132 juges du siège étant mis à la retraite par cette mesure. De plus, le décret du 1er mars oblige les magistrats à « jurer obéissance à la constitution et fidélité au président », sous peine de révocation.
Toutefois, aucun de ces régimes n'a attenté nominalement au principe d'inamovibilité ; il n'en est pas de même des régimes républicains. Ainsi la Deuxième République, dans son décret du 17 avril 1848, déclare le principe d'inamovibilité incompatible avec la forme républicaine du régime, et procède à quatorze suspensions de magistrats du siège et notamment le président du tribunal de Lille et trois conseillers à la Cour de cassation. À ce titre, la proclamation de la Troisième République en 1871 ne fait pas exception : elle donne lieu à des représailles contre 15 magistrats inamovibles, accusés d'avoir prêté la main à la répression judiciaire contre les opposants au coup d'État du 2 décembre 1851 en participant aux commissions mixtes de 1852. En 1879, les procureurs généraux, les fonctionnaires du ministère public et les juges de paix — qui ne bénéficient pas pour leur part de l'inamovibilité — sont également la cible des gouvernements Waddington et Freycinet qui sanctionnent impitoyablement leurs collusions, réelles ou supposées, avec l'Ordre moral.
L'épuration de la magistrature assise est encore à venir ; elle sera sans commune mesure avec celles qui l'ont précédée lors du XIXe siècle et sera à ce titre surnommée l'« épuration du siècle ». Selon André Damien, elle est même « la plus sévère de toute l'histoire judiciaire française ».

#### Décrets de mars 1880

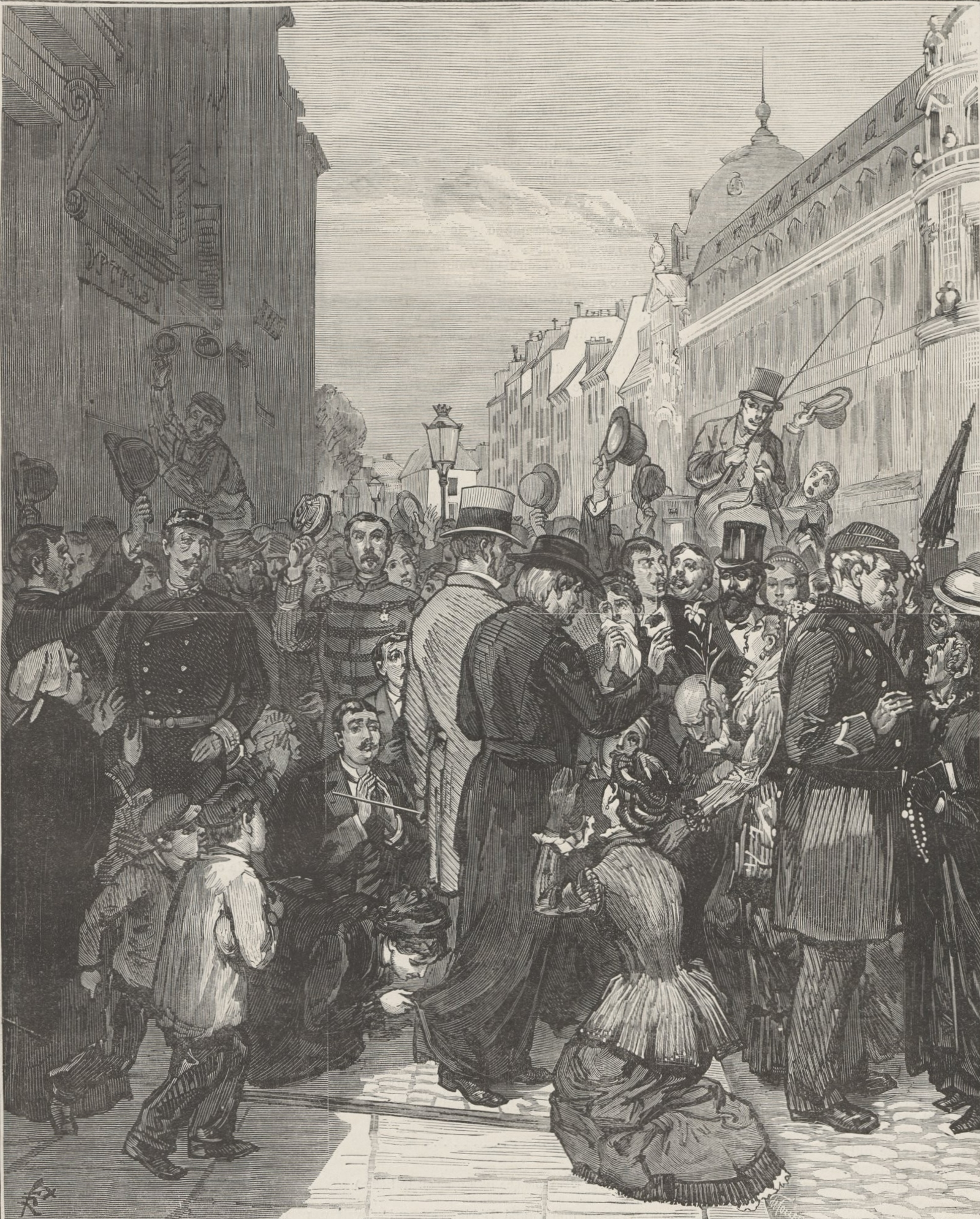
Expulsion de la Compagnie de Jésus de leur institution de la rue de Sèvres, le 30 juin 1880 à 6 heures du matin. Dessin paru dans Le Monde illustré.

À partir de mars 1879, les débats de la loi Jules Ferry sur l'enseignement supérieur — connue ultérieurement sous le nom de loi du 18 mars 1880 — donnent lieu à une polémique importante du fait de son article 7 qui retire aux enseignants congréganistes le droit de collation des grades universitaires. Le but recherché par les républicains est de porter un coup fatal à l'enseignement catholique. Le projet est voté par la majorité républicaine à la Chambre des députés le 19 juillet 1879, mais, le 9 mars 1880, la loi est expurgée de son article 7 au Sénat grâce à la vigoureuse campagne menée par les sénateurs catholiques — au nombre desquels Albert de Mun et Charles Chesnelong.
Ulcérés par ce rejet, Charles de Freycinet et Jules Ferry font paraître au Journal officiel du 29 mars 1880 deux décrets où ils usent du pouvoir réglementaire du gouvernement pour faire appliquer l'article 7 sans l'accord des parlementaires. Le premier décret prévoit l'expulsion des jésuites de France dans un délai de trois mois et le second oblige les autres congrégations masculines à déposer des demandes d'autorisation sous peine de subir le même sort. Le lendemain, les dirigeants des principales congrégations s'accordent pour refuser de déposer ces demandes par solidarité avec la Compagnie de Jésus. Charles de Freycinet esquisse alors une détente avec les religieux mais l'intransigeance de son ministre de l'Intérieur Ernest Constans l'oblige à donner sa démission et il est remplacé à la présidence du Conseil par Jules Ferry. Ce dernier décide d'appliquer les décrets avec une grande sévérité, donnant l'ordre d'expulser sans délai les congrégations récalcitrantes.
Anticipant la mauvaise grâce des magistrats, 600 d'entre eux sont suspendus le 24 mars 1880, soit quelques jours avant la publication des décrets, et ce pour une durée de trois ans. La circulaire ministérielle du 24 juin 1880 confie aux magistrats du parquet l’exécution de ces expulsions, provoquant des démissions massives chez les parquetiers qui réprouvent ces mesures antireligieuses. 556 magistrats refusent ainsi d’exécuter les ordres du gouvernement et préfèrent se démettre. Le malaise est généralisé à tous les échelons de la hiérarchie, dans la magistrature assise comme dans la magistrature debout ; on compte ainsi 56 démissionnaires membres de cours d'appel, 63 procureurs de la République, 139 substituts, 66 juges de paix et 188 de leurs suppléants, 32 juges, etc. En septembre 1880, la cour d'appel de Douai ne compte plus de juges, tous s'étant retirés. Ce mouvement d'« auto-épuration » motivé par la « persécution » des catholiques se poursuit jusqu'en juin 1884 et culmine finalement à 600 démissionnaires.
Cet épisode va achever de convaincre les républicains que la magistrature est « l’un des plus importants bastions d’opposition » et qu'il faut voir dans les tribunaux des « compagnies où règnent l’esprit de caste et la haine des idées libérales ». Dès lors, ils sont convaincus qu'une reprise en main rapide s'impose.

#### Réforme de la magistrature par les républicains

##### Projets avortés de réorganisation judiciaire

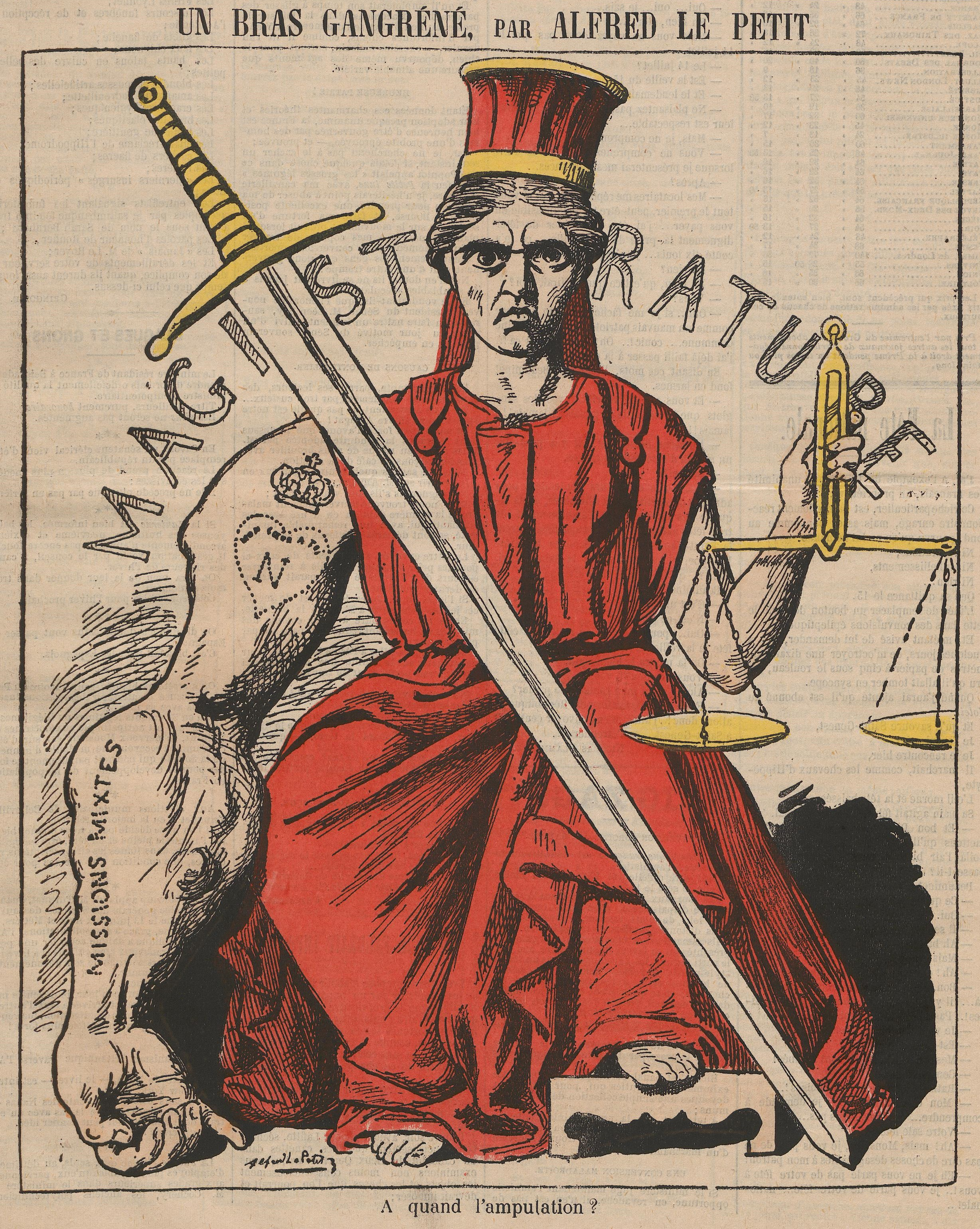
Caricature du Grelot dénonçant les sympathies bonapartistes de la magistrature, et sa tendance supposée à la répression.

À partir de 1871, plusieurs propositions de loi concernant la réorganisation de la magistrature ont été déposées à la Chambre des députés et au Sénat ; entre 1879 et 1883, cette préoccupation se fait plus pressante et on compte pas moins de 22 propositions législatives touchant à ce sujet, dont celles de Boysset, Clemenceau, Floquet et Madier de Montjau en mars 1879, et celles de Brisson, Boulard et Mir en décembre 1879. Ces projets de réforme visent à augmenter le traitement des magistrats — jugés insuffisants pour assurer des dépenses de représentations, réservées de fait aux magistrats issus de familles aisées —, réviser les modalités de nomination et repenser la carte des juridictions cantonales.
De fait, les débats parlementaires évoluent graduellement des projets initiaux de réforme du fonctionnement de la justice pour se concentrer sur la préoccupation principale des parlementaires républicains : l'épuration des magistrats. Si les républicains opportunistes souhaitent une réduction des effectifs et une suspension temporaire de l'inamovibilité pour y parvenir, les radicaux sont plus ambitieux et souhaitent faire table rase de la magistrature actuelle pour la remplacer par un nouveau corps issu de l'élection, véritable retour aux sources issu des programmes républicains de 1848 et 1871 — Léon Gambetta l'avait évoquée dans son programme de Belleville. À leurs yeux, l'inamovibilité est un principe monarchique qui fait obstacle à la souveraineté nationale, à l'opposé de la doctrine juridique — ainsi Laboulaye et Sautel — qui la considère comme le meilleur rempart des juges et des justiciables contre l'arbitraire du pouvoir.

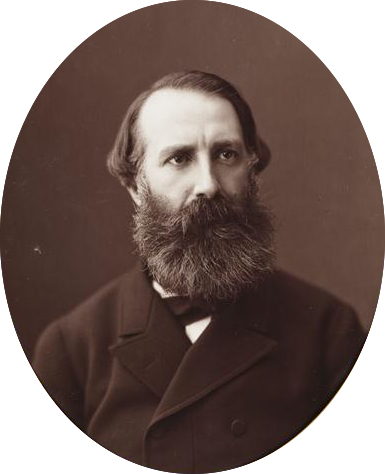
Georges Picot, juriste républicain auteur de plusieurs articles critiquant les projets d'épuration de la magistrature.

La tentative la plus aboutie de réforme est le projet de loi déposé en janvier 1880 par Jules Cazot, ministre de la Justice du premier cabinet Freycinet ; il propose de diminuer le nombre de chambres en première et seconde instance, de réduire drastiquement le nombre de magistrats et de renouveler les premiers présidents de cour d'appel et les présidents de tribunaux tous les cinq ans par nomination du gouvernement, ce qui revient en pratique à revenir sur leur inamovibilité. Ce projet déclenche les protestations de nombreux juristes, dont le légitimiste Adrien Robinet de Cléry — révoqué par Cazot de son poste d'avocat général auprès de la Cour de cassation le 13 janvier 1880 — qui voit dans la mesure un moyen de révoquer des magistrats « de mérite, de talent et d’honneur » au profit « des fruits secs du Barreau et des intrigants du jour, des complaisants et des hypocrites » qui ont apporté opportunément leur soutien aux républicains. Des juristes républicains s'émeuvent également : Georges Picot, dans son article La Réforme judiciaire, dénonce ce projet de « détruire de fond en comble hommes et institutions pour faire naître d’un coup de baguette un système nouveau », lui préférant des mesures individuelles limitées et « un esprit de réforme sage » qui maintienne l'inamovibilité ; Georges Martin-Sarzeaud craint quant à lui « les errements arbitraires, le régime du bon plaisir et le despotisme ». Mais ce ne sont pas les critiques venues du monde du droit qui poussent les républicains à retirer son projet ; en effet, le projet de loi provoque des dissensions entre opportunistes et radicaux dues à la proximité des élections d'août 1881. Le cabinet Freycinet ayant chuté sur la question des décrets de mars 1880, le gouvernement Jules Ferry lui succède mais ce dernier est partisan de prioriser les lois sur l'enseignement, contre l'avis de la majorité parlementaire. Lors de la rentrée parlementaire de l'automne 1880, le gouvernement est forcé de proposer sa démission à Jules Grévy — qui la refuse — car la Chambre des députés ne veut pas remettre à plus tard la discussion de la loi sur la magistrature. Finalement, Léon Gambetta — chef de l'Union républicaine — accepte de transiger, et de fait, le projet de loi n'arrive pas devant le Sénat,.

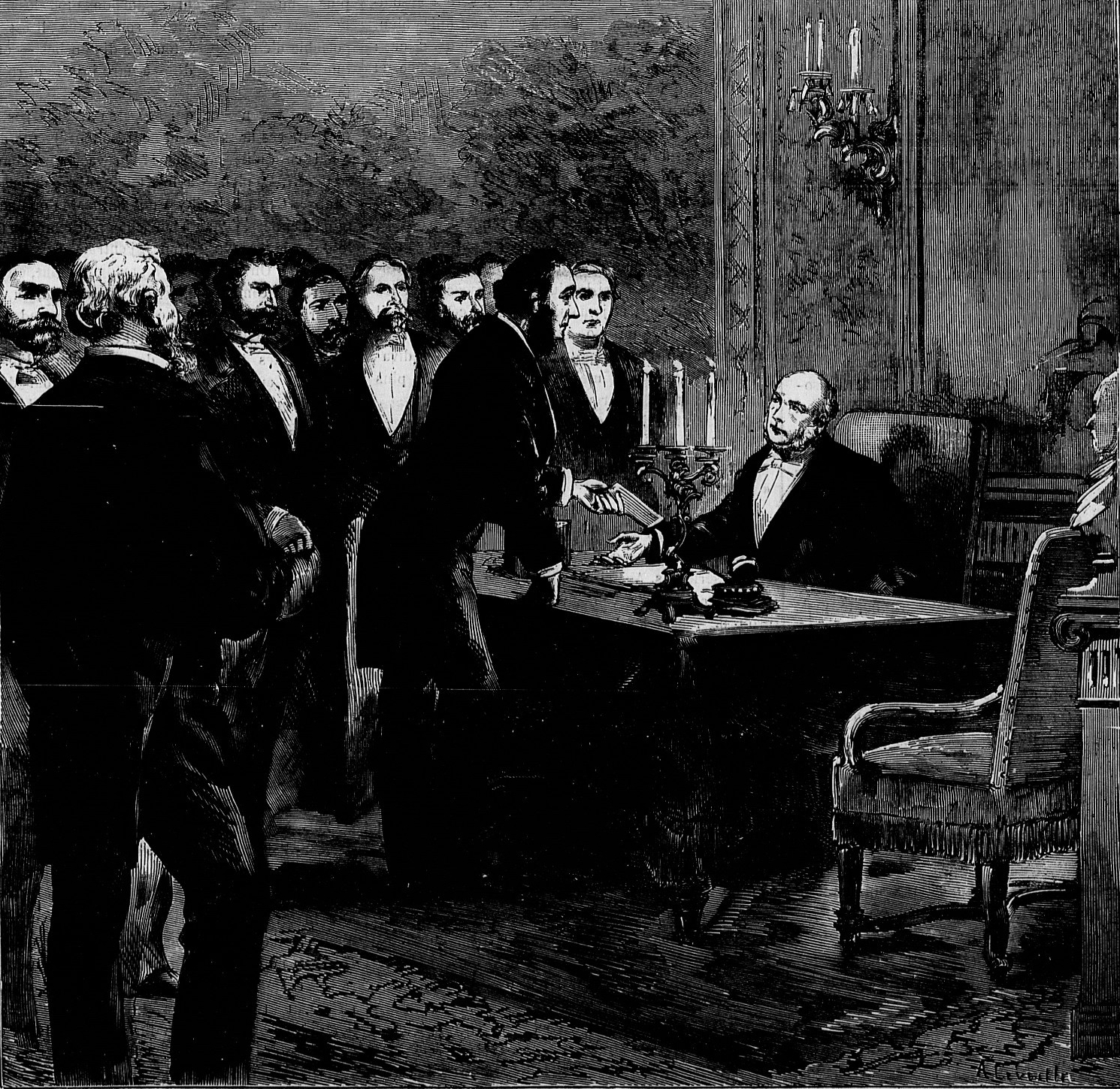
Le gouvernement Jules Ferry remettant sa démission à Jules Grévy, dans le bureau de ce dernier, au palais de l'Élysée.

Les élections de 1881 renforcent l'influence des radicaux et le gouvernement Gambetta arrive aux affaires ; son autoritarisme lasse toutefois rapidement les parlementaires et le « Grand ministère » tombe fin janvier 1882 sur un vote de révision de la Constitution de 1875 sans avoir pu mener la réforme de la magistrature. Le nouveau gouvernement Freycinet est moins porté à gauche et fait une plus large place à la Gauche républicaine ; le ministre de la Justice Gustave Humbert dépose un nouveau projet de loi début 1882 sur l'organisation judiciaire qui prévoit la suspension temporaire de l'inamovibilité et décide dans son article 6 la suppression de certaines cours d'appel sur des motifs statistiques. Tandis que les débats parlementaires se prolongent, l'agitation se répand dans les cours d'appel visées par la mesure : Angers, Bastia, Bourges, Chambéry, Limoges, Orléans et Pau. La cour d'appel d'Angers, dominée par les conservateurs, se montre particulièrement turbulente, chahute le ministère public et mobilise les instances locales — dont le barreau, le conseil municipal et le conseil départemental — pour soutenir ses revendications. La Chambre des députés aggrave les tensions en votant le 10 juin 1882, et ce contre l'avis du gouvernement, l'amendement Douville-Maillefeu qui supprime l’inamovibilité et décide l'élection des juges.

##### Élaboration de la loi du 30 août
Article 11 de la loi du 30 août 1883 :
Dans un délai de trois mois à partir de la promulgation de la loi, il sera procédé, par application des règles ci-dessus établies, à la réduction du personnel des Cours d'appels et des tribunaux.
Les éliminations porteront sur l'ensemble du personnel indistinctement.
Le nombre de magistrats éliminés, soit parce qu'ils n'auront pas été maintenus dans les fonctions judiciaires, soit parce qu'ils n'auront pas accepté le
poste nouveau qui leur aura été offert, ne pourra dépasser le chiffre des sièges supprimés.
Alors que l'affaire semblait entendue, une volte-face spectaculaire a lieu en janvier 1883. En effet, certains personnalités politiques, dont les radicaux Pierre Waldeck-Rousseau et Jules Roche, reviennent sur leur position et s'opposent à la mise en place de la magistrature élective. Ces personnalités s'inquiètent de l'indépendance accordée par l'élection : le risque de constitution d'un pouvoir judiciaire véritablement autonome serait un danger pour le gouvernement, particulièrement dans les ressorts tenus par les conservateurs. Profitant du changement de conjoncture, le nouveau ministre de la Justice Paul Devès prépare fin janvier 1883 un nouveau projet qui remanie largement le texte de la commission parlementaire, l'expurgeant du principe électif. Entraîné dans la chute du gouvernement Fallières, Devès ne peut pas le proposer au vote et la tâche de la réforme parlementaire échoit à Félix Martin-Feuillée, garde des Sceaux du deuxième cabinet Ferry. Martin-Feuillée dépose en mars 1883 trois projets à la Chambre. Le premier concerne le magistrature proprement dite — elle est à l'origine de la loi du 30 août 1883 —, le second traite de la justice de paix et le troisième a pour sujet la création d'assises correctionnelles.
Article 14 de la loi du 30 août 1883 :
Le conseil supérieur de la magistrature exercera à l'égard des premiers présidents, présidents de chambre, conseillers de la cour de cassation et des cours d'appel, des présidents, vice-présidents, juges, juges suppléants des tribunaux de première instance et de paix tous les pouvoirs disciplinaires actuellement dévolus à la cour de cassation ainsi qu'aux cours et tribunaux, conformément aux dispositions de l'article 82 du sénatus-consulte du 16 thermidor an X, du chapitre 7 de la loi du 20 avril 1810 et des articles 4 et 5 du décret du 1er mars 1852.
Toute délibération politique est interdite aux corps judiciaires.
Toute manifestation ou démonstration d'hostilité au principe ou à la forme du gouvernement de la République est interdite aux magistrats.
Le premier projet focalise la majorité des discussions parlementaires — qui débutent le 24 mars — et les deux autres sont rapidement écartés. L'exposé des motifs précise qu'il s'agit d'établir une « entière harmonie » entre les pouvoirs publics pour un fonctionnement « régulier » des institutions. Les radicaux protestent vigoureusement contre le retrait du principe électif et qualifient la loi d'« expédient gouvernemental » (le mot est de Camille Pelletan) ; certains parlementaires opportunistes déplorent également que le gouvernement ait renoncé à modifier le découpage judiciaire et à supprimer l'inamovibilité de certaines fonctions pour se concentrer sur la réduction du personnel. Mis en demeure de s'expliquer, Martin-Feuillée répond aux critiques de la majorité parlementaire en reconnaissant à mots couverts que l'élimination des magistrats conservateurs doit primer sur toute autre considération de principe et obtient le vote de la Chambre le 4 juin, celui du Sénat le 31 juillet et un vote final de la Chambre le 1er août 1883, adoptant la loi à une large majorité. L'opposition de la droite — qui crie à la vendetta politique — se fait entendre dans les débats, notamment quand Mgr Freppel monte le 4 juin à la tribune pour dénoncer une « Saint-Barthélemy des magistrats », mais elle ne parvient pas à faire adopter ses amendements.
La loi du 30 août 1883 comporte trois dispositions principales pour le fonctionnement de la justice :
- les articles 2 à 5 actent la réduction d'effectifs dans les tribunaux de première instance et la suppression de certaines chambres de cours d'appel ;
- les articles 3 à 7 décident l'augmentation des traitements des magistrats et harmonisent les classes entre juridictions ;
- les articles 13 à 17 portent la création du Conseil supérieur de la magistrature.

L'épuration de la magistrature est traitée dans les articles 11 et 14. L'article 11 de la loi suspend trois mois l'inamovibilité des magistrats du Siège. Quant à l'article 14, il exige de la magistrature une neutralité collective qui complète l’obligation de loyauté individuelle à laquelle sont tenus les fonctionnaires de la justice.

#### Suspension de l'inamovibilité du Siège

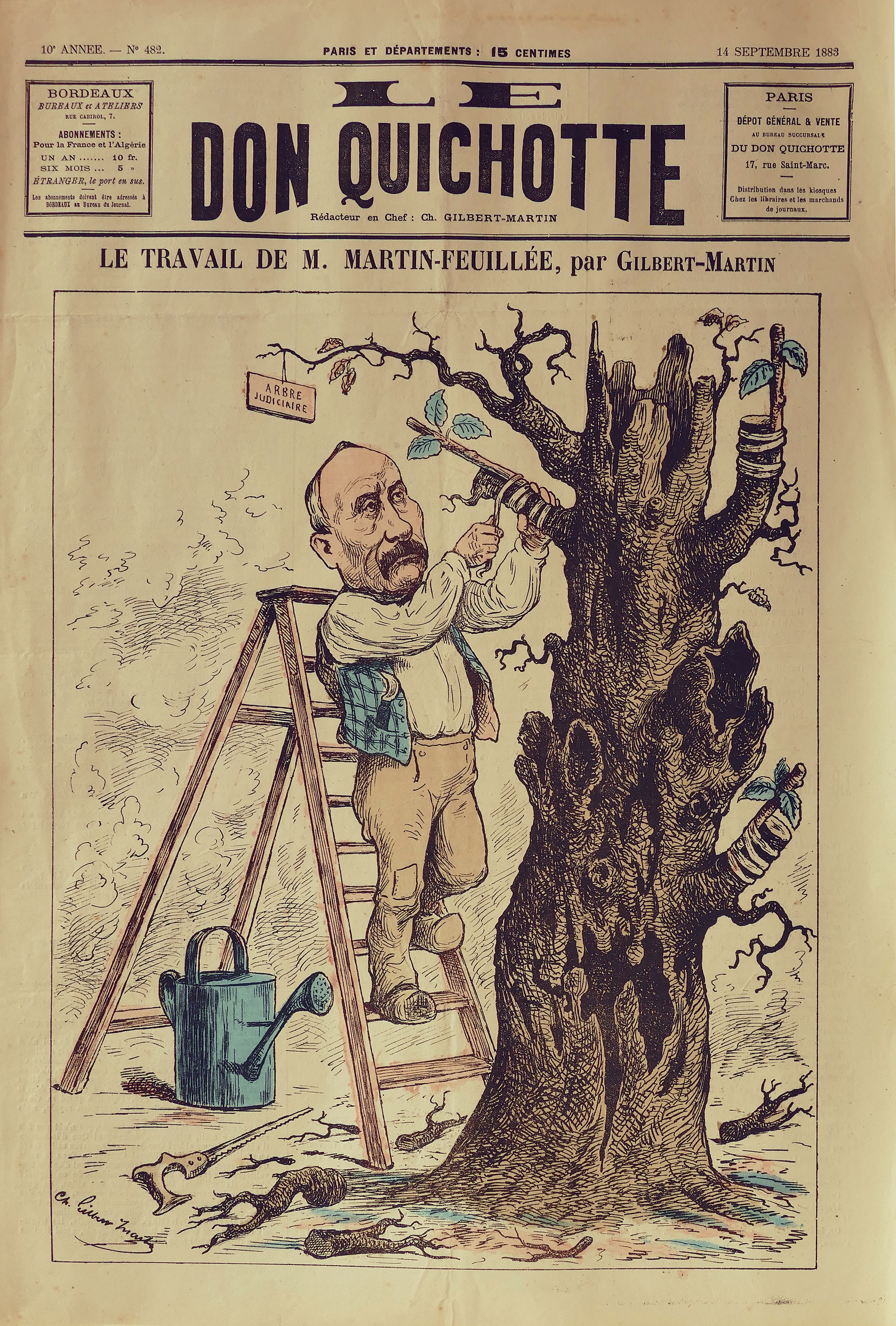
Caricature du journal républicain Le Don Quichotte représentant le ministre de la Justice Félix Martin-Feuillée émondant l'arbre judiciaire.

Les décrets d'application paraissent du 5 septembre 1883 au 13 novembre 1883 et précisent les noms et les fonctions des magistrats limogés. Ils sont au nombre de 614, ce qui ajouté aux démissions provoquées par les décrets de 1880 donne à voir l'ampleur de cette épuration judiciaire. En confondant les fonctionnaires du ministère public et de la magistrature assise, Martin-Feuillée contourne habilement la disposition de l'article 11 empêchant un nombre de révocations supérieur aux suppressions de postes : en ne faisant porter les limogeages que sur les magistrats du siège tout en supprimant simultanément des postes du parquet, il réaffecte pas moins de 230 parquetiers républicains à des postes de juges dont il exclut les précédents titulaires. Parmi les épurés figurent dix premiers présidents de cour et 117 présidents de tribunal. Les magistrats révoqués à Paris et Lyon sont les suivants : un président de chambre et huit conseillers de la Cour d'appel de Paris, un vice-président et sept juges au tribunal de la Seine, neuf autres présidents de tribunaux et vingt-trois autres juges dans le ressort de Paris ; un président de chambre et cinq conseillers (sur 23) à la Cour d'appel de Lyon, le président, un vice-président et trois juges au Tribunal de Lyon, dix autres magistrats du ressort de Lyon.

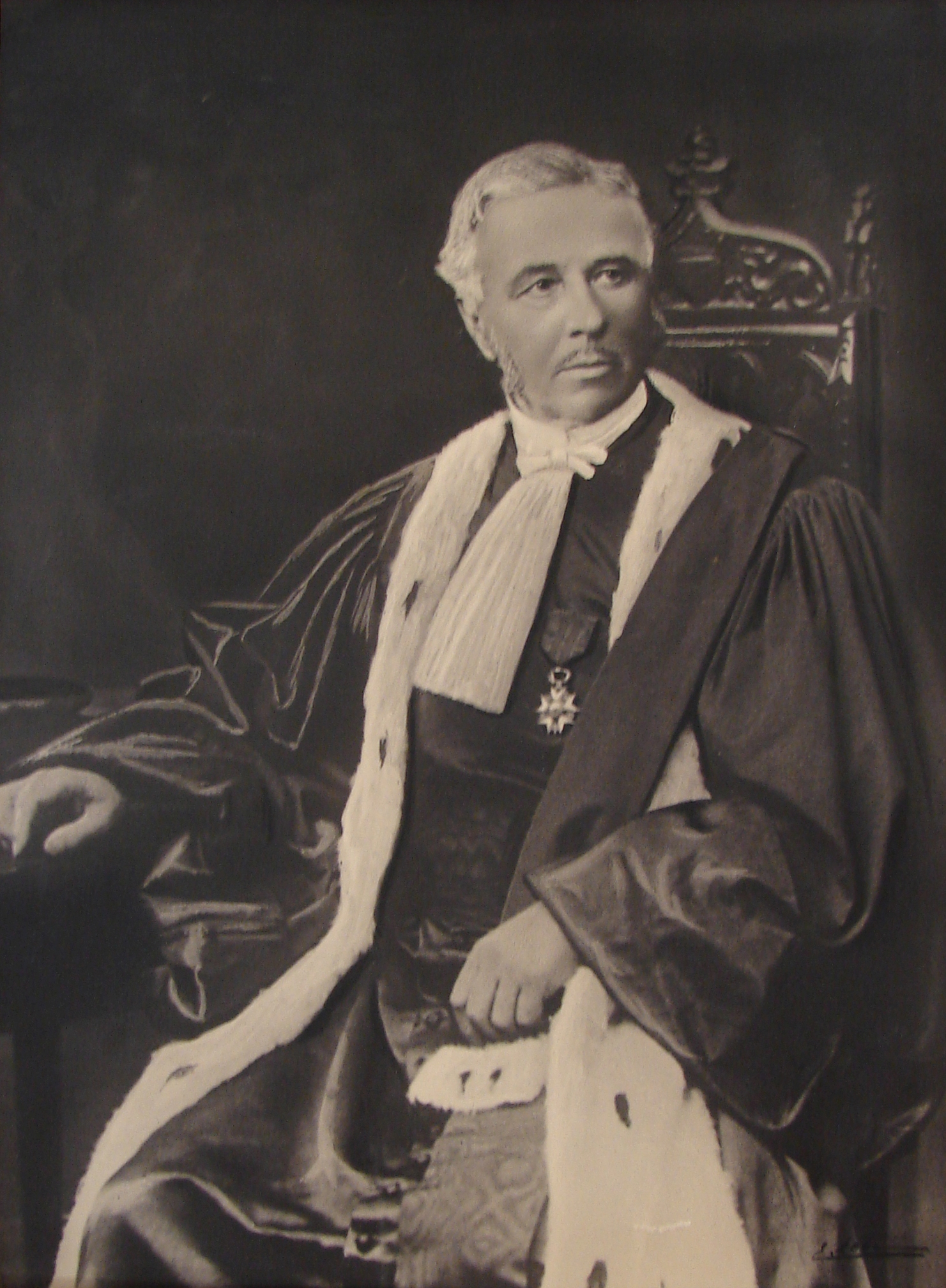
Charles Jac, premier président de la Cour d'appel d'Angers, révoqué en 1883.

Dans le reste de la France, la situation varie. La moyenne est de sept juges révoqués par département mais dans le département du Nord, siège de la cour d'appel de Douai, quatorze magistrats du siège sont démis de leurs fonctions, dont le premier président Jean-Paul Bardon et six conseillers de la Cour d'appel, ainsi que les présidents des trois principaux tribunaux : Lille (il s'agit de Félix Le Roy), Dunkerque et Saint-Amand-les-Eaux. Le Pas-de-Calais, également dans le ressort de Douai, n'a que deux magistrats révoqués, dont le président du tribunal de Béthune. Le Maine-et-Loire, terre de conservatisme et marqué par la religion catholique, est particulièrement touché : il compte 29 révoqués, dont le premier président Charles Jac, les présidents de chambre Coutret et Julien Bigot et quatorze autres conseillers de la cour d'appel d'Angers ; en effet, deux des trois chambres de la cour d'appel sont supprimées. Au même moment, seulement un tiers des membres des cours d'appel de Rennes, de Poitiers et de Douai subit les proscriptions du gouvernement de Jules Ferry.
Il ressort des profils des magistrats évincés que l'épuration procède uniquement de considérations politiques et religieuses, au mépris des compétences professionnelles des juges épurés. Les personnalités visées sont habituellement haut placées dans la hiérarchie et ont une propension marquée au catholicisme pratiquant, voire pour une minorité au cléricalisme. Les critères politiques de l'épuration sont doubles : l'attachement au Second Empire et la résistance aux décrets de 1880. Certains des magistrats épurés en 1883 avaient d'ailleurs déjà été limogés en 1848 et en 1870. Le choix est aussi révélateur d'une volonté d'abattre la « puissance financière et sociale de l’opposition » et d'atteindre la fortune des familles et des milieux connus pour leur conservatisme. Malgré ces constantes, le choix des magistrats à écarter ressort plus des nombreuses dénonciations des acteurs locaux républicains — rivaux indélicats, opposants malheureux à la nomination, justiciables se sentant lésés, etc. — que d'un plan global et cohérent d’évaluation des juges. Les conditions de mise à la retraite forcée témoigne du mépris du gouvernement : en introduisant dans l'article 12 un régime dérogatoire aux retraites des magistrats, il prive de leur pension normale tous les juges limogés qui étaient entrés tardivement en fonction.
Ce « mouvement d’exclusion à grande échelle » est suivi de démissions en série de magistrats qui montrent ainsi leur solidarité envers les fonctionnaires épurés, protestent contre le gouvernement ou encore témoignent de leur refus de siéger avec les nouveaux venus, qu'ils considèrent comme des intrigants indignes d’exercer ces fonctions. Ces démissions s'accompagnent généralement de lettres publiées dans la presse catholique.

## Conséquences

### Meilleure assise du régime
Certains corps de l'administration, notamment celui de la magistrature, restaient des milieux conservateurs. L'épuration par les républicains permet d'éviter que des hauts fonctionnaires de ces corps ne puissent s'opposer à eux. De fait, l'assise du régime est incontestablement stabilisée par cette période de bouleversements dans la fonction publique : les deux objectifs initiaux de la majorité au pouvoir, à savoir faciliter la défense des nouvelles institutions et assurer l’enracinement de l’idéologie au pouvoir, ont été atteints. 

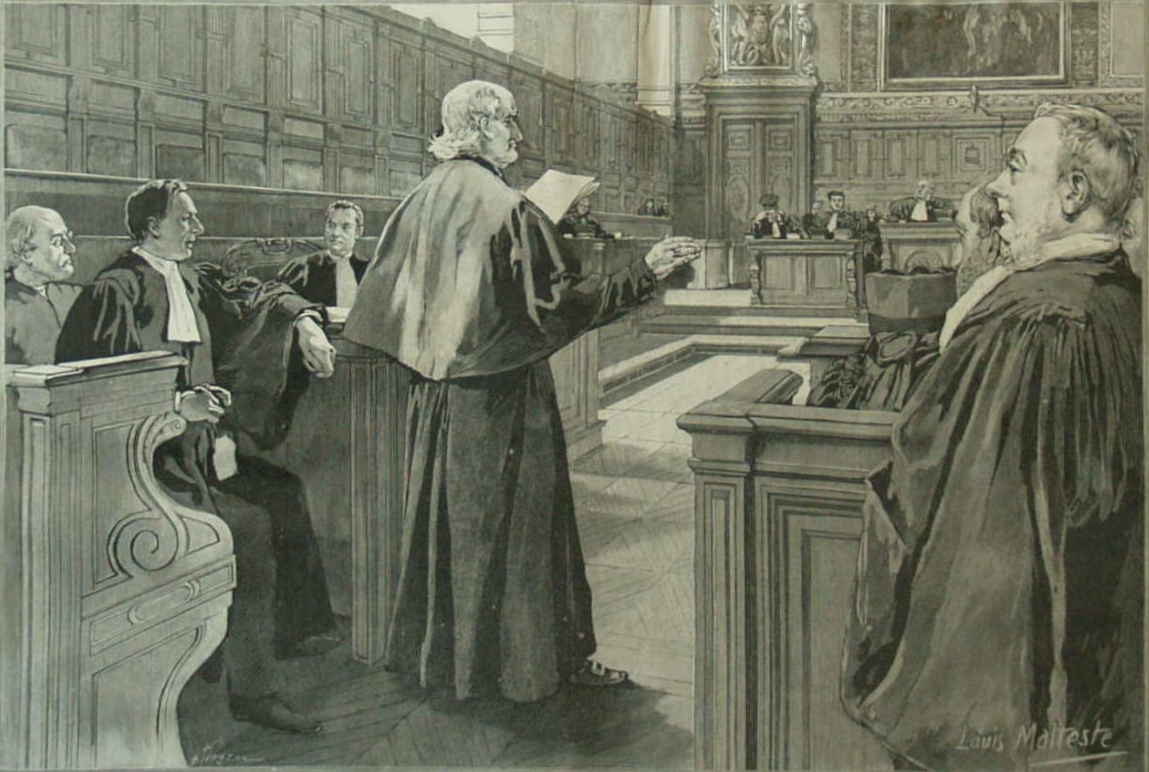
Xavier Gouthe-Soulard devant la première chambre de la Cour d'appel de Paris, en 1891 ; gravure publiée dans L'Illustration.

Ainsi, le Conseil « épuré » est remarqué pour son républicanisme marqué et son anticléricalisme militant — il est vrai qu'il comporte alors treize conseillers francs-maçons ! De même, la magistrature se montre beaucoup plus docile avec le pouvoir à partir de 1883 et embrasse dans l'ensemble l'anticléricalisme intrinsèque à la Troisième République.
Lors des crises politiques qui suivent l'épuration, la fonction publique prend le parti du gouvernement et s'associe à la lutte contre l'opposition conservatrice, surtout sur le plan religieux. Dès fin 1879, le Conseil d'État « épuré » se prononce sur les affaires des écoles communales — affaires qui avaient motivé sa purge par les républicains — en déclarant que les pouvoirs des préfets étaient « sans restrictions » en la matière, prenant en cela le contrepied complet du vote de la section du contentieux du début de 1879. En 1883, lors de la première guerre des Manuels, l'administration est en première ligne de la riposte gouvernementale : plusieurs milliers d'ecclésiastiques réfractaires aux directives d'Émile Flourens sont dénoncés par les préfets, et le Conseil d'État ne prononce pas moins de 2 000 suspensions de traitement pour le clergé catholique. De même, le 2 juin 1892, le Conseil d’État prononce une déclaration d'abus dans le cadre de l'affaire Gouthe-Soulard — sur laquelle la cour d'appel de Paris, elle aussi épurée, a également à statuer en 1891 —, et ce avec bien moins de réticence qu'en mai 1879. Enfin, lors de l'affaire des catéchismes « électoraux » de 1892, le Conseil ne manque pas de condamner le cardinal Place et Mgr Catteau en adoptant une interprétation restrictive du domaine réservé à la religion.

### Renforcement de l'opposition politique
Si le régime sort raffermi de l'épreuve de force, il est indéniable que les rangs des hommes politiques conservateurs sont alimentés par l'épuration de grande ampleur de la fonction publique. Libérés de leurs charges administratives et n'étant désormais plus tenus à un devoir de réserve, un certain nombre de personnalités conservatrices se sentent libres de défendre leurs opinions politiques et religieuses avec plus de vigueur. Beaucoup d'anciens magistrats — devenus avocats — deviennent des contributeurs de la Revue catholique des institutions et du droit, marquée par une doctrine juridique contre-révolutionnaire et jusnaturalite. Les comités de jurisconsultes — notamment celui du baron de Mackau — peuvent également compter sur leur renfort : prodiguant des conseils aux évêques et aux congrégations, ils conduisent l'assaut contre la législation laïque par la voie du contentieux judiciaire. Enfin, aux élections législatives de 1885, nombre de candidats conservateurs sont d'anciens magistrats. Du côté des évincés du Conseil d'État, Jules Auffray met ses compétences au service de La Défense religieuse et sociale et de la cause nationaliste quand il est élu député de la Seine en 1902 ; dans les années 1880, il est également avocat des congrégations avec un autre auditeur ayant quitté le Conseil, Louis Paul de Crousaz-Crétet. Anatole Lebas de Girangy-Claye publie quant à lui des articles d'inspiration monarchiste dans Le Gaulois et Le Moniteur universel. Augustin-Fernand Caillard d'Aillières est également député de la Sarthe et siège parmi les monarchistes. La Société générale d'éducation et d'enseignement bénéficie grandement de la purge car ses rangs se peuplent de magistrats révoqués et de fonctionnaires de l'Ordre moral. Parmi ses dirigeants figurent Lebas de Girangy-Claye (ancien auditeur), qui en devient le secrétaire-général, Charles Franquet de Franqueville (ancien maître des requêtes), qui peut désormais s'y consacrer pleinement, Paul Laurans (ancien préfet) et Jean Ernoul (ancien ministre de la Justice).
Sur le long terme, les purges républicaines vont également augmenter la perméabilité de certains milieux aux idéologies antirépublicaines ; ainsi, le monde du droit, victime des épurations de 1879 et 1883, se montre en moyenne plus réceptif aux thèses de l'Action française. Le combat contre le régime républicain rassemble alors « magistrature et clergé, et même dans certains cas, magistrature parce que clergé ». D'après Stéphane Boiron, les juristes pourraient avoir fourni plus de 10 % des cadres du mouvement de Charles Maurras, dont Marie de Roux, avocat de la ligue, et Paul Robain, un des fondateurs du quotidien L'Action française. Plus généralement, l'épuration semble avoir accentué le conservatisme des milieux de la justice. Ainsi, Alexandre Zévaès considère qu'en 1933, 1 500 à 1 600 avocats sur les 2 000 que compte le barreau de Paris sont du parti de l'ordre.